# Bendis limonia
Bendis limonia là một loài bướm đêm trong họ Noctuidae.